# Connétable von Frankreich

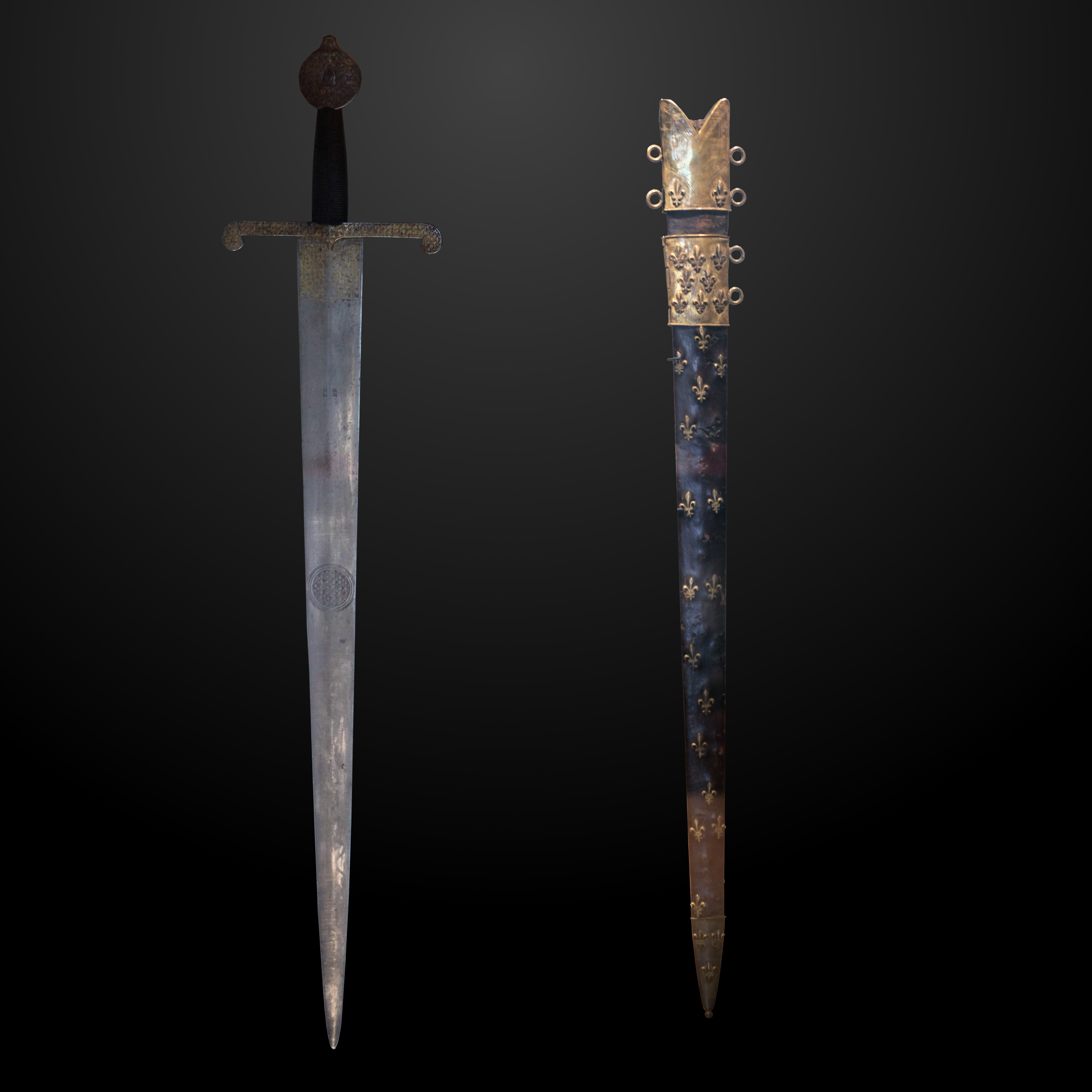
Das Schwert des Connétable von Frankreich. Musée de l’Armée, Paris (zwischen 1475 und 1500)

Connétable von Frankreich, deutsch: Konnetabel (französisch Connétable de France, von lateinisch comes stabuli, daraus französisch comte des étables „Graf der Ställe“, Stallmeister; siehe auch: Konstabler), war einige Jahrhunderte eines der höchsten Großämter Frankreichs.

## Geschichte
Der Stallmeister hatte zunächst die Aufsicht über die Stallungen, dann über die königliche Reiterei. Später dehnte sich sein Verantwortungsbereich aus: Nach der Abschaffung des Seneschalls von Frankreich (Sénéchal de France) 1191 als oberstes Hofamt wurde er nach dem König der Oberbefehlshaber der königlichen Armee (Kronfeldherr). Der Connétable und sein militärischer Stellvertreter, der General-Marschall (Maréchal général des camps et armées du roi), fungierten zudem als oberste Gerichtsherren. Sie befehligten die Polizeitruppe der Connétablie und Maréchaussée, ein 1373 gegründeter Vorläufer der französischen Gendarmerie. Die Connétablen fügten ihrem Wappen links und rechts je eine aus einer Wolke kommende schwerttragende Hand hinzu.
Unter Kardinal Richelieu wurde das Amt des Connétable  von Frankreich per königlichem Dekret im Januar 1627 abgeschafft, da es mit zu viel Macht verbunden war, was im Konflikt mit dem Allmachtsanspruch der absolutistischen Herrscher stand. Seine Befugnisse gingen mit Unterbrechungen  auf den Stellvertreter, das im späten 16. Jahrhundert neu geschaffene Amt des General-Marschalls, über.

## Liste der Connétables von Frankreich
- 1060 Aubry de Montmorency (Stammliste der Montmorency)
- 1065 Baudry
- 1069 Gauthier
- Thibaud, † 1071 (siehe Stammliste der Montmorency)
- 1071 Aleaume
- um 1080 Adam de L’Isle-Adam
- 1090 Dreux
- um 1107 Gasce oder Gaston de Chaumont, seigneur de Poissy
- um 1115 Guy
- um 1118 Hugues de Chaumont, genannt le Borgne (Haus Beaumont-sur-Oise)
- 1138 Mathieu I. de Montmorency, † 1160 (Stammliste der Montmorency)
- 1150 Simon III. de Neauphle-le-Château
- 1164 Raoul I. le Roux, Graf von Clermont-en-Beauvaisis, † 1191 vor Akkon (Dritter Kreuzzug)
- 1193 Dreux IV. de Mello, seigneur de Saint-Bris, † 1218, Vetter von Raoul I. de Clermont
- 1219 Mathieu II. de Montmorency, genannt le Grand Connétable, Enkel von Mathieu I. de Montmorency, † 1230 (Stammliste der Montmorency)
- 1230 Amaury VII., Graf von Montfort, † 1241, Neffe von Mathieu II. de Montmorency
- 1239 Humbert V. de Beaujeu, † 1250, Neffe von Mathieu II. de Montmorency
- 1248 Gilles de Trazegnies, † nach 1272
- 1250 Guichard V. de Beaujeu, † 1265
- 1277 Humbert II. de Beaujeu, Seigneur de Montpensier, † 1285, Vetter von Guichard V. de Beaujeu
- 1285 Raoul II. de Clermont, Seigneur de Nesle, † 1302, Urgroßneffe von Raoul I. de Clermont
- 1302 Gaucher V. de Châtillon, Graf von Porcéan, † 1329
- 1329 Raoul I. de Brienne, Graf von Eu, Graf von Guînes, † 1344 (Haus Brienne)
- 1344 Raoul II. de Brienne, Graf von Eu, † 1350, Sohn von Raoul I. de Brienne
- 1350 Charles de la Cerda, dit d’Espagne, Graf von Angoulême, † 1354
- 1354 Jakob I. von Bourbon, Graf von La Marche, † 1362
- 1356 Gautier VI., Graf von Brienne, Titularherzog von Athen, † 1356, Enkel von Gaucher V. de Châtillon, Schwager von Raoul II. de Brienne
- 1356 Robert de Fiennes, genannt Moreau, † 1370
- 1370 Bertrand du Guesclin, Herzog von Molina, † 1380
- 1380 Olivier V. de Clisson, Graf von Porhoët, bis 1392
- 1392 Philippe d’Artois, Graf von Eu, † 1397
- 1397 Louis de Sancerre, seigneur de Bomiers, † 1402
- 1402 Charles I. d’Albret, Graf von Dreux, † 1415
- 1412 Valeran III. de Luxembourg, Graf von Ligny und Saint-Pol, † 1415
- 1413 Charles I. d’Albret, Graf von Dreux, † 1415 in der Schlacht von Azincourt
- 1415 Bernard VII., Graf von Armagnac, † 1418
- 1415 Karl II. Herzog von Lothringen, † 1431, von Königin Isabeau ernannt
- 1424 John Stewart, 3. Earl of Buchan, † 1424
- 1424 Arthur, Earl of Richmond, 1457 Herzog von Bretagne, genannt Connétable de Richemont, † 1458
- 1465 Ludwig von Luxemburg, Graf von Saint-Pol, † 1475
- Charles de Ventadour, Comte de Ventadour, † 1486 (Haus Comborn)
- 1483 Johann II., Herzog von Bourbon, † 1488
- 1515 Charles de Bourbon, Graf von Montpensier, † 1527, Duc de Bourbonnais (genannt de Bourbon), Pair von Frankreich
- 1538 Anne de Montmorency, † 1567, Seigneur de Montmorency et de Damville, seit 1551 Herzog von Montmorency und Pair von Frankreich, Erster Baron Frankreichs, Großmeister von Frankreich, Marschall von Frankreich
- 1593 Henri I. de Montmorency, † 1614, Seigneur de Damville, später Herzog von Montmorency und Pair von Frankreich, Marschall von Frankreich
- 1614 Claude de La Châtre, baron de La Maisonfort, † 1614
- 1621 Charles d’Albert, † 1621, Seigneur, dann Duc de Luynes und Pair von Frankreich, Marquis d’Albert, Grand Fauconnier de France (Großfalkner von Frankreich)
- 1622 François de Bonne, † 1626, Seigneur de Lesdiguières et du Glaizil, später Herzog von Lesdiguières, Pair und Marschall von Frankreich, der letzte Connétable von Frankreich